# Hitoichi
 (octobre 2023).
Hitoichi (一日市町, Hitoichi-machi) est un ancien bourg du district de Minamiakita dans la préfecture d'Akita au Japon. En 1955, il fusionne avec le village d'Omogata pour former le bourg d'Hachirōgata. Il correspond actuellement à la partie sud de celle-ci.